# هال فان إيفري
هال فـان إيفري (بالإنجليزية: Hal Van Every)‏ هو لاعب كرة قدم أمريكية أمريكي، ولد في 10 فبراير 1918 في مينيتونكا بيتش في الولايات المتحدة، وتوفي في 11 أغسطس 2007 في منيابولس في الولايات المتحدة.